# Apollon Limassol Ladies Football Club
Pour le club de football masculin, voir Apollon Limassol Football Club.
Maillots
Le Apollon Limassol Ladies Football Club (en grec moderne : Απόλλων Λεμεσού Λαδιεσ Φοοτβαλλ Κλυβ), plus couramment abrégé en Apollon Limassol, est un club chypriote de football féminin fondé en 2007 et basé dans la ville de Limassol.
Le club est treize fois champion national.

## Palmarès
| Compétitions nationales | |
| --- | --- |
| \| - Championnat de Chypre féminin (15) : - Champion : 2008-2009, 2009-2010, 2010-2011, 2011-2012, 2012-2013, 2013-2014, 2014-2015, 2015-2016, 2016-2017, 2018-2019, 2020-2021, 2021-2022, 2022-2023, 2023-2024, 2024-2025. - Coupe de Chypre féminine (14) : - Vainqueur : 2008-2009, 2009-2010, 2010-2011, 2011-2012, 2012-2013, 2013-2014, 2014-2015, 2015-2016, 2016-2017, 2017-2018, 2021-2022, 2022-2023, 2023-2024, 2024-2025. \| - Supercoupe de Chypre féminine (8) : - Vainqueur : 2009, 2010, 2011, 2013, 2014, 2015, 2017 et 2021. \| | |
| - Championnat de Chypre féminin (15) : - Champion : 2008-2009, 2009-2010, 2010-2011, 2011-2012, 2012-2013, 2013-2014, 2014-2015, 2015-2016, 2016-2017, 2018-2019, 2020-2021, 2021-2022, 2022-2023, 2023-2024, 2024-2025. - Coupe de Chypre féminine (14) : - Vainqueur : 2008-2009, 2009-2010, 2010-2011, 2011-2012, 2012-2013, 2013-2014, 2014-2015, 2015-2016, 2016-2017, 2017-2018, 2021-2022, 2022-2023, 2023-2024, 2024-2025. | - Supercoupe de Chypre féminine (8) : - Vainqueur : 2009, 2010, 2011, 2013, 2014, 2015, 2017 et 2021. |

## Personnalités du club

### Présidents du club
- Frixos Savvides

### Entraîneurs du club
- Panayiotis Kimonos
- Christoforou Christakis
- Kim Lars Bjorkegren